# Université Bourgogne - Franche-Comté
Université Bourgogne - Franche-Comté (UBFC) était une communauté d'universités et établissements (Comue) associant des établissements d’enseignement supérieur et de recherche de la région Bourgogne-Franche-Comté qui a pris fin en Décembre 2024.
Le siège de l'établissement était à Besançon.
Depuis le 1er décembre 2024, l'Université Bourgogne-Franche-Comté (COMUE UBFC) et l'université de Franche-Comté sont remplacées par l'université Marie et Louis Pasteur, un établissement public expérimental.

## Historique
Le rapprochement de l'université de Bourgogne et de l'université de Franche-Comté a commencé en mai 2007 par la signature d'une convention de partenariat. En 2010, deux structures sont créées : l’« université fédérale Bourgogne Franche-Comté », sous la forme juridique d’une association, et le pôle de recherche et d'enseignement supérieur « PRES Bourgogne Franche-Comté », sous la forme juridique d’une fondation de coopération scientifique et dont le siège est situé à Dijon. Cette formule est préférée à la création d’un établissement public de coopération scientifique,.
En juillet 2013, les deux universités annoncent leur volonté de créer une communauté d’universités et établissements (ComUE), sans les écoles d’ingénieurs, et avant même la promulgation de la loi ESR qui instaure ce statut. Il est décidé que le siège de la communauté sera à Besançon. La fondation doit être conservée pour des appels à financement,.
Au 1er avril 2015, la ComUE est créée, sous le nom d’« université Bourgogne - Franche-Comté » et la forme d’un établissement public à caractère scientifique, culturel et professionnel.
Au 1er septembre 2022, l'université de Bourgogne a annoncé se retirer du projet UBFC, suivie quelques semaines plus tard par la Burgundy School of Business. Les deux établissements dijonnais continueront leur collaboration avec l'UBFC jusqu’à expiration du contrat prévu fin 2023.

## Membres fondateurs
Lors de la création de la ComUE, les membres fondateurs sont :
- l'Université de Franche-Comté (Besançon) ;
- l'Université de Bourgogne (Dijon) ;
- l'université de technologie de Belfort-Montbéliard ;
- l'École nationale supérieure de mécanique et des microtechniques (Supmicrotech) ;
- l'Institut agro Dijon (anciennement AgroSup Dijon) ;
- la Burgundy School of Business (anciennement École supérieure de commerce de Dijon-Bourgogne) ;
- le campus de Cluny de l'École nationale supérieure d'arts et métiers.

### Textes réglementaires
- Décret du 15 décembre 2010 portant approbation des statuts de la fondation de coopération scientifique dénommée « PRES Bourgogne Franche-Comté »
- Décret no 2015-280 du 11 mars 2015 portant création de la communauté d'universités et établissements « université Bourgogne - Franche-Comté » et approbation de ses statuts